# NCT Dream
NCT Dream (кор. 엔시티 드림) — південнокорейський бой-бенд; хронологічно третій саб'юніт південнокорейського бой-бенду NCT, створеного SM Entertainment у 2016 році. Спочатку планувалося, що NCT Dream стануть підлітковим підрозділом NCT із системою вступу та випуску. Досягнувши повноліття (20 років за корейським віковим підрахунком, 19 — за міжнародним), учасники мали залишати саб'юніт. Ця система проіснувала до 2020 року, коли гурт було перетворено на постійний саб'юніт із семи учасників.
NCT Dream дебютували 25 серпня 2016 року з синглом «Chewing Gum» у складі семи учасників — Марка, Ренджуна, Джено, Хечана, Джеміна, Ченле та Джісона; їхній середній вік яких становив 15,6 років. Наприкінці 2018 року лідер групи Марк «випустився» із NCT Dream, але повернувся у 2020 році. Нині гурт має постійний склад.

## Історія

### Додебютна діяльність і формування саб'юніту
До дебюту групи деякі учасники вже були залучений до індустрії розваг. У дитинстві Джено знімався у рекламних роликах. Джісон раніше був дитиною-актором з ролями в таких фільмах як Boys, Be Curious (2012), No Cave (2013), and Go, Stop, Murder (2013), а також був учасником Poppin' Hyun Joon Kids Crew. Ченле був популярною дитиною-співаком у КНР; він випустив три альбоми, мав сольний концерт та брав участь у китайських телешоу таких як China's Got Talent.
Марк був першим учасником NCT Dream, який приєднався до SM Entertainment. Це відбулося у 2012 році, після того, як він пройшов у Канаді SM Global Auditions. Хечан був обраний через SM Saturday Open Casting Audition у 2013 році, Джісон і Джено були обрані через систему кастингу компанії, а Джемін був завербований персоналом на вулиці, коли він займався волонтерством, а потім успішно пройшов прослуховування. У липні 2015 року Ренджун був обраний через SM Global Auditions у Китаї. Ченле приєднався останнім — у 2016 році, лише за три місяці до дебюту NCT Dream.
Марк, Джено, Хечан, Джемін та Джісон раніше були учасниками SM Rookies — переддебютної команди стажувальників SM Entertainment. Як частина SM Rookies, у жовтні 2014 року, вони з'явилися на створеному Mnet шоу Exo 90:2014, де також з'явилися їхні старші колеги по лейблу — EXO. З липня по грудень 2015 року п'ятеро хлопчиків грали роль Mouseketeers на Disney Channel Korea у шоу The Mickey Mouse Club, де вони виконували музику, танцювали, грали в ігри та брали участь у сценках. Зрештою, SM Rookies Boys провели власний концерт під назвою SM Rookies Show, який відбувся в Сеулі у вересні 2015 року, а у лютому 2016 року — у Бангкоці, Таїланд.
В січні 2016 року Лі Суман презентував проєкт гурту NCT, який мав дебютувати з різними саб'юнітами по всьому світу.
4 квітня 2016 року Марк дебютував з першим саб'юнітом NCT — NCT U. 7 липня того ж року Марк та Хечан дебютували в другому саб'юніті NCT — сеульському NCT 127.
25 серпня 2016 року Марк та Хечан, а також ще п'ять учасників — Ренджун, Джено, Джемін та Джісон — дебютували у складі NCT Dream.

### 2016—2017: дебют та перші роки діяльності
24 серпня NCT Dream випустили свій дебютний сингл «Chewing Gum», а наступного дня вперше з'явилися перед публікою на сцені музичного шоу M Countdown. Їхня дебютна пісня посіла друге місце в чарті Billboard World Digital Songs Sales і 23 місце в чарті Spotify Viral 50. Корейська та мандаринська версії пісні пізніше були включені до першого сингл-альбому NCT Dream.
1 лютого 2017 року SM Entertainment анонсували перший сингл-альбом NCT Dream. Джемін не брав у ньому участі, щоб відновитися після травми міжхребцевої грижі. 9 лютого вийшов сингл-альбом The First з головним синглом «My First and Last». Альбом дебютував під номером один у чарті альбомів Gaon. NCT Dream повернулись на сцену M Countdown із заголовною піснею «My First and Last» та бісайдом «Dunk Shot». 14 лютого NCT Dream зайняв перше місце в сотому епізоді The Show. Це була перша перемога в музичному шоу з усіх саб'юнітів NCT.
Того ж місяця NCT Dream було призначено офіційними амбасадорами Чемпіонату світу з футболу U-20 2017, який проходив у Південній Кореї влітку 2017 року. 15 березня NCT Dream випустили офіційну пісню для турніру «Trigger the Fever» і виконали її на різних промо-заходах та на церемонії відкриття чемпіонату світу U-20.
17 серпня 2017 року NCT Dream випустили свій перший мініальбом We Young. Перший промо-виступ, присвячений цьому релізу, відбувся на M Countdown. У вересні We Young посів третє місце в чарті Billboard World Albums.
15 грудня 2017 року NCT Dream випустив різдвяний сингл «Joy» в рамках проєкту SM Station.

### 2018: міжнародне визнання та випуск Марка
NCT Dream разом із NCT U та NCT 127 взяли участь у спільному проєкті NCT 2018, що тривав протягом першого кварталу 2018 року. 4 березня 2018 року NCT Dream випустили сингл «Go», який увійшов до повноформатного альбому NCT 2018 Empathy. Ця пісня ознаменувала перехід у ліриці NCT Dream від зображення невинності до «більшої зухвалості» підлітків. Також це був перший камбек NCT Dream з Джеміном в активному складі з часів дебюту саб'юніту.
Наприкінці серпня SM Entertainment оголосили, що у вересня NCT Dream випустить мініальбом під назвою We Go Up. 27 серпня було підтверджено, що це буде останній реліз саб'юніту, в якому візьме участь Марк. Мініальбом We Go Up вийшов 3 вересня 2018 року разом з однойменним заголовним синглом. Він увійшов до чарту Billboard World Albums під номером п'ять, до його ж чарту Heatseekers Albums під номером сім. Мініальбом також очолив чарти альбомів iTunes у 15 країнах. NCT Dream були включені до списку «21 Under 21 2018: Music's Next Generation» від Billboard. Вони стали єдиний азійським виконавцем у тогорічному переліку. NCT Dream як гурт були включені до списку 25 найвпливовіших підлітків 2018 року за версією Time.
19 грудня було оголошено, що Хечан візьме перерву в активностях гурту через травму, але незабаром після цього він повернувся. 27 грудня NCT Dream випустили свій третій сингл за рік — «Candle Light» — у рамках проєкту SM Station. Ця пісня була представлена як написане Марком послання вдячності та любові, остання пісня, в запису якої брали участь семеро оригінальних учасників гурту до того, як Марк офіційно «випустився» із саб'юніту 31 грудня 2018 року.

### 2019: міжнародна співпраця та популярність в Кореї

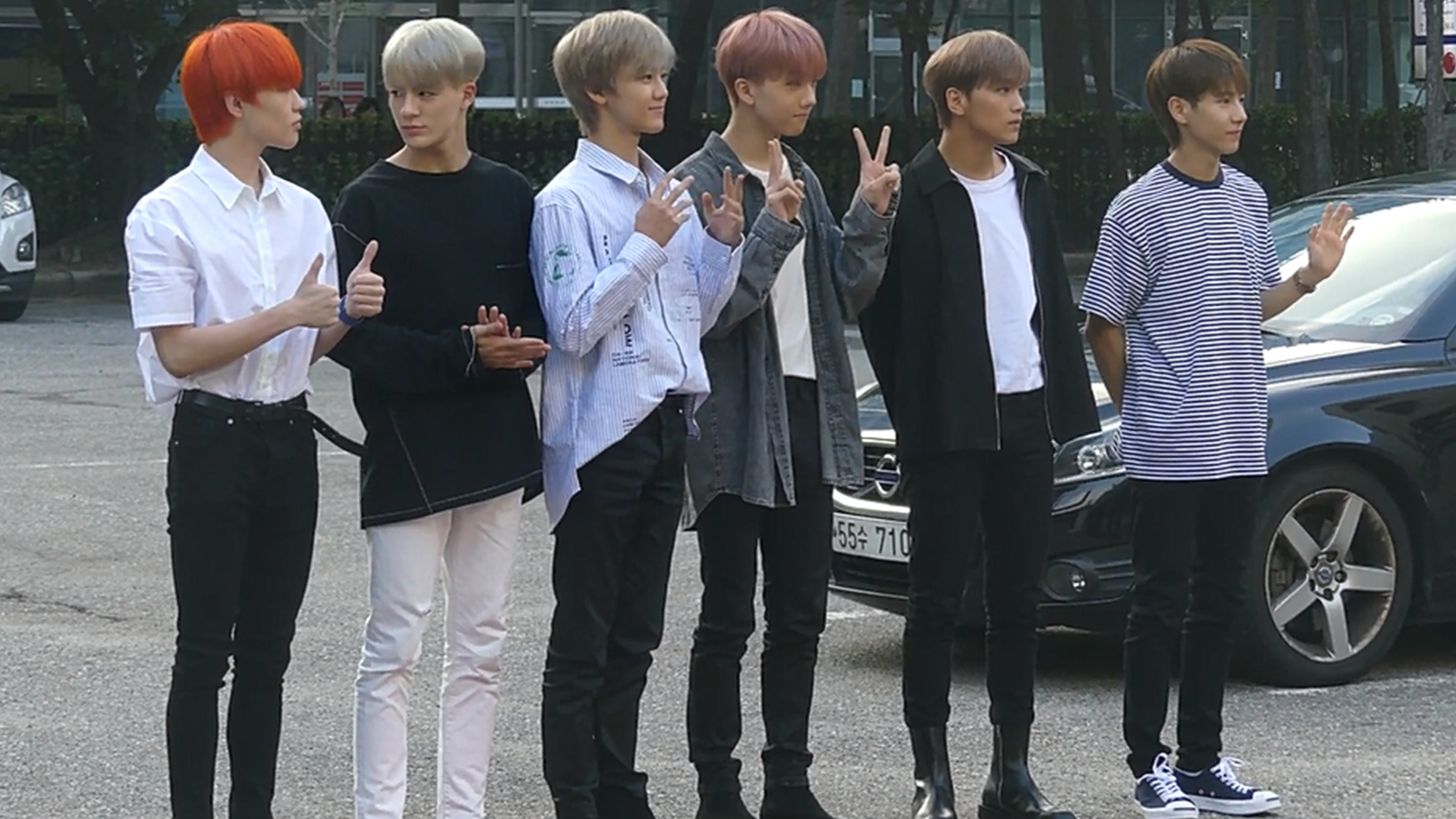
NCT Dream на Music Bank у серпні 2019 року

У березні 2019 року корейські учасники NCT Dream Джено, Джемін і Джісон поїхали до Малайзії, щоб представляти k-pop зірок на заході «K-Wave & Halal Show», де також відбулася зустрічіз президентом Південної Кореї Мун Чжеіном і першою леді Південної Кореї.
6 червня NCT Dream випустили «Don't Need Your Love» — спільний сингл з англійським співаком HRVY. Хечан не брав участі в запису через участь в активностях NCT 127. Пісня вийшла в рамках SM Station.
У липні NCT Dream були названі першими глобальними амбасадорами World Scout Foundation і випустили присвячений цьому англомовний сингл «Fireflies», кошти від якого були використані для фінансування діяльності фонду в країнах з низьким рівнем доходу. 23 липня група виступила на 24-му Всесвітньому скаутському джемборі в Західній Вірджинії, США.
26 липня NCT Dream випустили свій третій мініальбом — We Boom із заголовним треком «Boom». Протягом місяця мініальбом розійшовся тиражем понад 300 тис. копій. Він дебютував під номером 7 у чарті Billboard World Albums, а самі NCT Dream посіли третє місце в чарті Billboard Social 50. NCT Dream отримали дві перемоги на музичному шоу The Show за «Boom» на 6 та 20 серпня. Цей мініальбом приніс їм бонсани на 34-й церемонії вручення премії Golden Disc Awards і 2020 Seoul Music Awards.
У вересні NCT Dream другий рік поспіль були внесені до списку Billboard 21 Under 21, цього разу піднявшись на тринадцяту позицію.
У листопаді група взяла участь у запису альбому INTL: EP американсько-канадського чоловічого гурту PrettyMuch із піснею «Up To You».
З листопада по грудень гурт вирушила у свій перший міжнародний концертний тур The Dream Show, у рамках якого відбулося три концерти у Сеулі та два — у Бангкоці.

### 2020: японські релізи та реорганізація
22 січня NCT Dream випустили ексклюзивний для Японії збірний альбом під назвою The Dream, який складався з усіх раніше виданих синглів корейською мовою. Альбом дебютував на вершині Oricon Albums Chart.
На початку 2020 року NCT Dream продовжили свій міжнародний тур The Dream Show з концертами в багатьох містах Японії, а також у країнах Південно-Східної Азії. Подальші концерти, починаючи з лютого 2020 року, були скасовані через пандемію COVID-19.
Оскільки тема випуску учасників стала актуальнішою з минулого року, 14 квітня SM Entertainment оголосили, що NCT Dream випустять свій четвертий корейський мініальбом Reload, у запису якого візьмуть участь шість учасників: Ренджун, Джено, Хечан, Джемін, Ченле та Джісон. Цей реліз мав знаменувати зміну концепції — систему «випуску» мало бути скасовано, і наприкінці промоцій цього релізу до гурту мав повернутися Марк. Віднині саб'юніт мав функціонувати зі стабільним складом учасників.
До 28 квітня, за день до виходу мініальбому та через два тижні після анонсу, Reload зібрав понад 500 000 попередніх замовлень, що на той момент зробило його релізом NCT Dream з найбільшою кількістю попередніх замовлень. 29 квітня NCT Dream випустили Reload зі своїм головним синглом «Ridin'» Того ж дня вийшов кліп на цю пісню. Після випуску мініальбом очолив чарт альбомів iTunes у 49 країнах, включаючи США, а також очолив чарт продажів цифрових альбомів найбільшого китайського музичного сайту QQ Music. У Південній Кореї «Ridin'» посів перше місце на її найбільшому музичному стрімінговому сервісі Melon, ставши першим треком, що вийшов на підрозділі NCT, який очолив його чарт. Усі п'ять пісень Reload потрапили до топ-10 цифрового чарту Melon Наступного тижня NCT Dream посів перше місце в чарті Billboard Emerging Artists.
Після випуску свого четвертого корейського мініальбому NCT Dream стали третім гуртом SM Entertainment, який провів у прямій трансляції онлайн-концерт під назвою «Beyond the Dream Show» у рамках серії онлайн-концертів Beyond LIVE. Живий концерт відбувся 10 травня.
У рамках проєкту NCT 2020 NCT Dream приєдналася до решти учасників NCT. так було записано альбом із двох частин NCT 2020 Resonance, релізи яких відбулися у жовтні та листопаді. До альбому увійшов трек «Déjà Vu» у виконанні NCT Dream, який став першим релізом Марка у складі NCT Dream після реорганізації цього саб'юніту. Газета Metro похвалила «Déjà Vu» за поєднання молодого звучання NCT Dream з більшою гостротою та включив його до переліку 20 k-pop релізів 2020 року.

### 2021— до сьогодні: загальний успіх та японський дебют

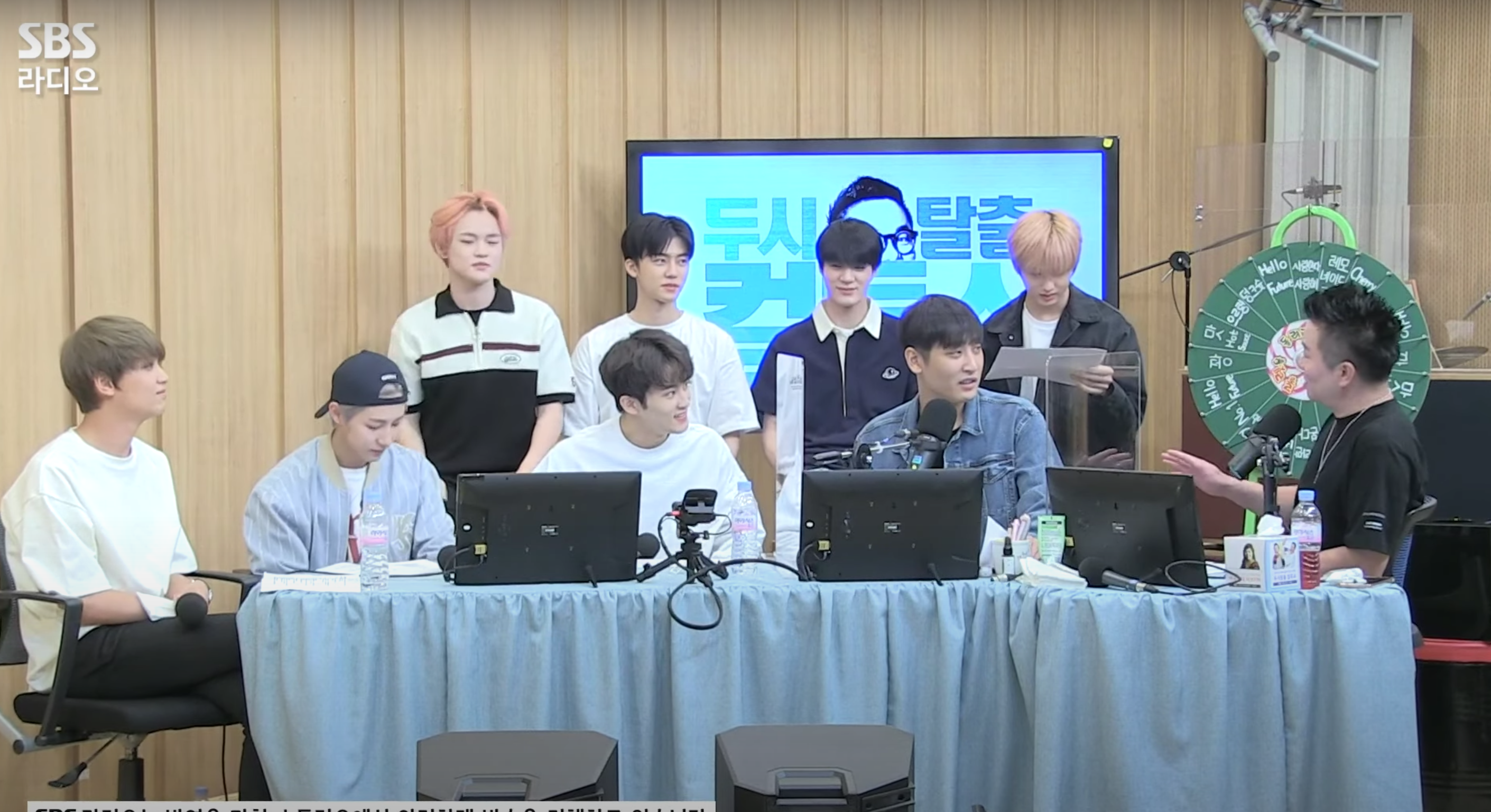
У червні 2021 року NCT Dream відвідали радіо SBS Power FM для участі у програмі «Cultwo Show» для просування Hello Future

10 травня 2021 року гурт випустив свій перший студійний альбом Hot Sauce, у запису якого взяли участь сім оригінальних учасників групи. Альбом складається з десяти композицій, включно з однойменною заголовною. Кількість попередніх замовлень на альбом перевищила 1,7 млн копій. Альбом очолив Gaon Album Chart, а «Hot Sauce» став першим синглом саб'юніту, який посів перше місце в Gaon Digital Chart. 26 травня вони отримали підтвердження 2 млн фізичних продажів.
28 червня 2021 року вийшов репак свого першого студійного альбому Hot Sauce під назвою Hello Future. Цей реліз який містив три нові треки, включно з однойменним головним синглом. Сумарні продажі Hot Sauce і Hello Future перевищили три мільйони копій.
28 лютого 2022 року було оголошено, що 28 березня гурт випустить свій другий студійний альбом Glitch Mode, який міститиме одинадцять треків, включаючи однойменний головний сингл. Попередні замовлення на альбом перевищили два мільйони копій у день релізу, побивши їхній попередній особистий рекорд у 1,71 мільйона попередніх замовлень на Hot Sauce. Glitch Mode зафіксував продажі 2 100 339 примірників протягом одного тижня, побивши попередній особистий рекорд групи у 2 мільйони проданих примірників за 16 днів для Hot Sauce. Альбом дебютував на п'ятдесятій позиції Billboard 200, ставши першим записом NCT Dream у цьому чарті. 30 травня 2022 року гурт випустив репак свого другого студійного альбому під назвою Beatbox, який містив чотири нові треки включно з однойменним головним синглом. На підтримку Glitch Mode гурт вирушив у тур The Dream Show 2: In A Dream. Концертний фільм NCT Dream The Movie: In A Dream вийшов у кінотеатрах багатьох країн світу у грудні 2022 року.
19 грудня NCT Dream випустили «спеціальний зимовий» мініальбом Candy. Композиції з нього, включно з однойменним головним синглом, спочатку виданим гуртом H.O.T, стали доступні на потокових сервісах з 16 грудня.
8 лютого 2023 року відбувся реліз японського сингл-альбому «Best Friend Ever» з однойменним заголовним синглом. Наступного дня після релізу він посів перше місце японського чарту синглів Oricon. Так відбувся японський дебют гурту.
17 липня гурт випустив свій третій повноформатний альбом ISTJ, до якого увійшло 10 пісень у тому числі головний сингл «Broken Melodies». Він очолив щоденні головні музичні чарти Кореї, такі як Yes24, також альбом отримав платиновий сертифікат продажахів у китайському чарті QQ Music приблизно через годину після випуску. Також він очолив чарт TOP100 альбомів у реальному часі Line Music.
25 березня 2024 року гурт випустив мініальбом з шести треків під назвою Dream()scape (назва читається як англ. «dream escape»). У той же день вийшлов музичний кліп на пісню «Smoothie», в якому учасники гурту грають у гру Fruit Ninja. 3 травня гурт розпочав турне концертом The Dream Show 3: Dream( )scape в Сеулі, яке продовжилося по Азії, Північній та Південній Америці, Європі. 23 серпня NCT Dream випустили свій дебютний англомовний сингл «Rains in Heaven». Пізніше цей трек увійшов у їхній четвертий повноформатний альбом Dreamscape, що вийшов 11 листопада. П'ятий студійний альбом NCT Dream Go Back To The Future вийшов 14 липня 2025, з двома головними синглами «BTTF» та «Chiller». Альбом натхнений франшизою «Назад у майбутнє».

## Учасники
| Сценічне ім'я | Сценічне ім'я | Сценічне ім'я | Справжнє ім'я        | Справжнє ім'я     | Справжнє ім'я          | Позиція                                             | Дата народження             | Місце народження       |
| Українською   | Хангилем      | Латиницею     | Українською          | Ханг./Піньїнь     | Латиницею              | Позиція                                             | Дата народження             | Місце народження       |
| ------------- | ------------- | ------------- | -------------------- | ----------------- | ---------------------- | --------------------------------------------------- | --------------------------- | ---------------------- |
| Марк          | 마크          | Mark          | Лі Мінхьон / Марк Лі | 이민형 / Mark Lee | Lee Minhyun / Mark Lee | Головний репер, танцюрист, лідер                    | 2 серпня 1999 (25 років)    | Торонто, Канада        |
| Ренджун       | 런쥔          | Renjun        | Хван Ренджун         | 黄仁俊            | Huang Renjun           | Головний вокаліст, танцюрист                        | 23 березня 2000 (25 років)  | Цзілінь, КНР           |
| Джено         | 제노          | Jeno          | Лі Джено             | 이제노            | Lee Jeno               | Головний танцюрист, репер, віжуал                   | 23 квітня 2000 (25 років)   | Інчхон, Південна Корея |
| Хечан         | 해찬          | Haechan       | Лі Донхьок           | 이동혁            | Lee Donghyuck          | Головний вокаліст                                   | 6 червня 2000 (25 років)    | Сеул, Південна Корея   |
| Джемін        | 재민          | Jaemin        | На Джемін            | 나재민            | Na Jaemin              | Головний танцюрист, саб-вокаліст, саб-репер, віжуал | 13 серпня 2000 (24 роки)    | Чонджу, Південна Корея |
| Ченле         | 천러          | Chenle        | Чжун Ченле           | 钟辰乐            | Zhong Chenle           | Головний вокаліст                                   | 22 листопада 2001 (23 роки) | Шанхай, КНР            |
| Джісон        | 지성          | Jisung        | Пак Джісон           | 박지성            | Park Jisung            | Головний танцюрист, саб-вокаліст, саб-репер,макне   | 5 лютого 2002 (23 роки)     | Сеул, Південна Корея   |

## Дискографія
- Hot Sauce (2021)
- Glitch Mode (2022)
- ISTJ (2023)
- Dreamscape (2024)
- Go Back To The Future (2025)

## Концерти та шоу
- NCT Dream Show (2018)[88]
- The Dream Show (2019—2020)[89]
- NCT Dream — Beyond the Dream Show (2020)
- NCT Dream — Dream Stage «Glitch Mode» (2022)
- The Dream Show 2: In A Dream (2022—2023)